# Leucophora hiemalis
Leucophora hiemalis este o specie de muște din genul Leucophora, familia Anthomyiidae, descrisă de Griffiths în anul 1996.
Este endemică în California. Conform Catalogue of Life specia Leucophora hiemalis nu are subspecii cunoscute.